# إيرلي دوسيت
إيرلي دوسيت (بالإنجليزية: Early Doucet)‏ هو لاعب كرة قدم أمريكية أمريكي، ولد في 28 أكتوبر 1985 في نيو أيبيريا في الولايات المتحدة.

## وصلات خارجية
- إيرلي دوسيت على موقع مرجع كرة القدم المحترفة.كوم (الإنجليزية)